# Sea Launch
Sea Launch je nevladna organizacija, ki se ukvarja z izstreljevanjem satelitov v vesolje s predelane naftne ploščadi Ocean Odyssey. Do danes so vse satelite izstrelili v geostacionarno orbito z ukrajinsko raketo Zenit 3SL, so pa možne tudi druge orbite. Možna je tudi izstrelitev z drugih lokacij, ker je platforma mobilna. Prednost Sea Launcha pred kopenskimi izstrelišče je izstreljevanje z optimalne pozicije na ekvatorju, kar omogoča večje tovore z isto raketo in s tem manjše stroške. Zemlja ima namreč na ekvatorju največjo hitrost rotacije in inklinacijo nič, kar je zelo ugodno za izstreljevanje v geostacionarno orbito. Do danes so izstrelili 31 raket s tremi neuspešnimi izstrelitvami in eno delno uspešno. Neuspešna izstrelitev leta 2007 je skoraj ukinila projekt.
Podjetje Sea Launch je nevladna organizacija, ki vodi projekt. Ustanovljena je bila leta 1995. Partnerji so Boeing Commercial Space iz ZDA,  Energia iz Rusije, Aker Solutions iz Norveške in SDO Yuzhnoye / PO Yuzhmash iz Ukrajine: Prvo raketo so izstrelili leta 1995.
Stranke za satelite so EchoStar, DirecTV, XM Satellite Radio, PanAmSat, in Thuraya.
Podoben projekt je italijanska ploščad San Marco ob obali Kenije, ki je med letoma 1964 in 1988 izstrelila nekaj raket. Ruski Štil izstreljuje predelane balistične rakete s podmornice v polarnem Arktičnem oceanu.